# Leo Caprile
Pour les articles homonymes, voir Caprile (homonymie).
Leonardo Juan Caprile Febres (Valparaíso; 1er octobre 1959), est un animateur de radio et animateur de télévision chilien.

## Télévision

### Émissions
- 1987 : Telemanía (UCV TV) : Animateur
- 1997-1998, 2007 : ¿Cuánto vale el show? (Chilevisión) : Animateur
- 2009 : REC (Chilevisión) : Animateur
- 2009-2011 : Gente como tú (Chilevisión) : Animateur
- 2013-2014 : Mi Nombre es... (Canal 13) : Jury
- 2014 : Avanti (La Red) : Animateur

### Telenovelas
- 2010 : Don Diablo (Chilevisión) : Taxist (Camée)